# Kay Rush
Kathleen „Kay" Rush (n. 6 ianuarie 1961, Milwaukee, Wisconsin, SUA), cunoscută sub numele Kay Sanwick sau Kay Sanvik, este o disc jockey și moderatoare de televiziune italiană de origine americană.